# Centro Cultural García Lorca
Centro Cultural García Lorca és una entitat cultural fundada a Nou Barris (Barcelona) el 1981. La seva primera seu social estava situada al barri de la Prosperitat. L'entitat va néixer a partir de l'esforç i la il·lusió d'un grup d'andalusos integrats en la vida catalana, però amb arrels a les terres d'origen, amb l'objectiu d'afavorir la convivència de les persones procedents a qualsevol lloc d'Espanya.
Des d'un principi, els socis, introduïts en l'art del cant i el ball, van iniciar gestions per celebrar activitats culturals, i crearen l'Acadèmia de Ball, el Grup de Poesia i el Quadre de Dansa. També es van organitzar concursos, trobades de germanor i visites de persones il·lustres. Per aquesta primera seu social van passar grans figures del cant i el ball flamencs. En el si d'aquesta entitat va néixer el primer Casal de Nou Barris i es va constituir la Junta de la FECAC. El 1988 el centre es va traslladar al barri de Verdum, i les seves activitats es van enriquir amb la creació de les acadèmies de ball flamenc, cors, poesia, ball clàssic i balls de saló, taller de guitarra espanyola i les vocalies de dones i joventut.
El centre col·labora habitualment en les diverses festes majors del districte a través dels quadres de dansa, cor rociero, ball i teatre. També desenvolupa programes culturals i col·labora amb la resta d'entitats de la ciutat. Entre les activitats que organitza destaquen la Setmana Cultural i el Dia d'Andalusia, que se celebra al parc de la Guineueta. Però potser l'activitat més emblemàtica de l'entitat sigui el certamen de poesia Federico García Lorca, amb la participació de poetes de molts països hispanoparlants. El 2001 va rebre la Medalla d'Honor de Barcelona.